# Brigitte Hilty Haller
Brigitte Hilty Haller (* 20. Januar 1969 in Bern; heimatberechtigt in Grabs und Kölliken) ist eine Schweizer Politikerin (Grüne bzw. GFL Bern).

## Leben
Brigitte Hilty Haller wuchs in Meiringen und Münchenbuchsee auf. Sie machte eine Ausbildung zur Kindergärtnerin und zur Montessori-Pädagogin. Sie arbeitet als Berufsschullehrerin an der Berufs-, Fach- und Fortbildungsschule BFF Bern und als Co-Studiengangsleiterin an der Schule für Gestaltung Bern und Biel. Hilty Haller ist ausgebildete Punktrichterin für olympisches Boxen, lizenzierte Ringrichterin von Swissboxing und Mitglied der Ethikkommission von Swissboxing. Sie ist verheiratet, Mutter von vier Töchtern und lebt in Bern.

## Politik
Hilty Haller war von 2017 bis 2022 Mitglied des Stadtrates (Legislative) der Stadt Bern. Sie war von 2017 bis 2019 Mitglied der Agglomerationskommission und von 2019 bis 2022 Mitglied der Kommission für Planung, Verkehr und Stadtgrün, der sie 2020 als Präsidentin vorstand.
Bei den Wahlen 2022 wurde Hilty Haller in den  Grossen Rat des Kantons Bern gewählt, wo sie seit 2022 Mitglied der Bildungskommission ist.
Hilty Haller ist Co-Präsidentin der Grünen Kanton Bern und war von 2016 bis 2020 Präsidentin der Grünen Freien Liste (GFL) Bern. Sie ist Vorstandsmitglied des Mieterinnen- und Mieterverbands Region Bern und des VCS Region Bern. Von 2011 bis 2019 war sie Schulkommissionspräsidentin des Gymnasiums Lerbermatt.